# Сингапурская стратегия
«Сингапурская стратегия» (англ. Singapore strategy) — военно-морская стратегия Британской империи на Дальнем Востоке в период между двумя мировыми войнами. Воплощена в серии стратегических планов, сменявших друг друга с 1919 по 1941 год. Доктрина была нацелена на сдерживание агрессии Японской империи путём размещения на Дальнем Востоке сильного флота, способного в случае войны перехватить и нанести поражение японскому флоту вторжения, угрожавшему Индии или Австралии. Для эффективного решения задачи Британии требовалось сильная военно-морская база на Дальнем Востоке. В 1919 году местом для размещения базы был выбран Сингапур, удобно расположенный у восточного входа в стратегически важный Малаккский пролив. Строительство базы и укреплений продолжалось в течение двух десятилетий.
Авторы стратегии предполагали, что война с Японией пройдёт через три фазы: гарнизон Сингапура будет оборонять крепость до прибытия сильного флота из метрополии, затем флот выдвинется к Гонконгу для его деблокады или захвата, после чего установит морскую блокаду Японских островов. Высадка на острова считалась нецелесообразной — авторы стратегии полагали, что Япония не решится на решительное морское сражение, и морская блокада окажется действенным средством экономического давления на самое сердце островного государства.
«Сингапурская стратегия» стала краеугольным камнем британской оборонной политики на Дальнем Востоке на протяжении 1920—1930-х годов. По мнению историка флота Стивена Роскилла, к 1937 году концепция «главные силы флота — в Сингапур» декларировалась столь часто, что превратилась в своего рода Священное Писание. На практике стратегия оказалась неосуществимой из-за комплекса финансовых, политических и технических проблем. В 1930-х стратегия критиковалась как в Британии, так и за её пределами, особенно в Австралии, где «Сингапурской стратегией» оправдывалась экономия на обороне.
В конце 1941 года Великобритании потребовалось сформировать флот, чтобы противостоять Японии. Война в Европе не позволяла отправить на восток крупный флот, вместо этого Великобритания отправила в Сингапур соединение Z, состоявшее из линкора «Принс оф Уэлс», линейного крейсера «Рипалс» и четырёх эсминцев. По замыслу политиков, наличие этих сил должно было оказать сдерживающее влияние на политику Японии. 10 декабря 1941 года соединение было разгромлено японской авиацией. В феврале 1942 года Сингапур пал, что, по выражению Уинстона Черчилля, стало «худшей катастрофой и крупнейшей капитуляцией в британской истории».
Королевский флот вернулся на Сингапурскую базу в 1945 году.

## Предпосылки появления стратегии
После завершения Первой мировой войны главный соперник британского Королевского флота — германский Флот открытого моря — самозатопился в британской базе Скапа-Флоу, однако теперь на статус самого мощного флота в мире претендовали Императорский флот Японии и ВМС США. Желание США иметь флот, который бы, по выражению самого высокопоставленного адмирала ВМС США Джорджа Дьюи, «не уступал бы никому» (англ. a navy second to none), предвещало начало новой гонки морских вооружений.
В 1919 году американский флот был меньше британского, но продолжал строить корабли, заложенные по программе военного времени и превосходившие более старые британские корабли. С 1889 года Королевский флот развивался, исходя из требования быть сильнее суммы флотов двух самых сильных противников. В 1909 году планка была понижена: теперь Королевский флот должен был обладать только 60-процентным преимуществом в количестве дредноутов.
Американская кораблестроительная программа вызвала рост напряжённости между военно-морскими кругами Великобритании и США, в марте и апреле 1919 года вылившуюся в горячую полемику Первого морского лорда Росслина Вемисса с Начальником штаба ВМС США Уильямом Бенсоном. Между тем, как и в 1909 году, правительство Великобритании ясно дало понять Адмиралтейству, что США не рассматриваются в качестве потенциального противника. Это заявление было подтверждено Кабинетом министров в августе 1919 года, дабы помешать Адмиралтейству использовать обширную американскую кораблестроительную программу в качестве оправдания для развёртывания аналогичной британской. В 1920 году Первый лорд Адмиралтейства сэр Уолтер Лонг заявил, что британский флот «не должен быть слабее флота любой другой державы». Новая концепция стала официальной после того, как была публично объявлена на Имперской конференции 1921 года.
В 1921 году премьер-министры Великобритании и доминионов собрались в Лондоне на Имперской конференции, намереваясь определить общую международную политику, и, в частности, отношения с Японией и США. Наиболее неотложным из обсуждавшихся был вопрос о том продлевать или нет Англо-японский союз, срок действия которого завершался 13 июля этого же года. Мнения собравшихся разделились. За продление союза ратовали премьер-министры Австралии и Новой Зеландии, не желавшие оказаться «меж двух огней» в случае войны США с Японией, и не забывшие ту помощь, которую Япония оказывала во время прошлой войны, тем более заметную на фоне первоначального нежелания США вмешиваться в конфликт. Австралийский премьер Уильям Хьюз заявил, что «Британская империя должна иметь верного друга на Тихом океане». Против продления союза выступил премьер-министр Канады Артур Мейен, отметивший, что этот альянс омрачит отношения с США, каковые являются важными для безопасности доминиона. В результате решение о продлении не было принято, и союз прекратил своё существование.
В 1922 году Вашингтонское морское соглашение установило лимит на тоннаж линейных флотов в соотношении 5:5:3 для Великобритании, США и Японии. Тем не менее, в течение 1920-х годов Королевский флот по-прежнему был крупнейшим в мире и обладал заметным превосходством над вероятным противником — Императорским флотом Японии. Помимо ограничений, налагаемых на тоннаж, Вашингтонское соглашение также запрещало фортифицировать тихоокеанские острова, однако для Сингапура было сделано исключение.
В 1930 году в Лондоне был подписан новый договор, ограничивавший строительство военных кораблей. Введённые договором ограничения привели к значительному спаду в британском судостроении, недополучившем крупные заказы. В 1935 году Германия изъявила готовность ограничить тоннаж своего флота, следствием чего стало подписание в том же году Англо-германского морского соглашения. Этот шаг Германии расценивался в то время как искреннее желание избежать войны с Великобританией. В 1934 году Первый морской лорд сэр Эрни Четфилд начал лоббировать новую кораблестроительную программу, выполнение которой позволило бы Великобритании воевать одновременно с Японией и сильнейшим европейским противником. Четфилд намеревался максимально ускорить постройку кораблей, дабы полностью загрузить британские верфи. Затея сильно встревожила Казначейство, поскольку расчётная стоимость выполнения программы составляла от 88 до 104 миллионов фунтов. К 1938 году Казначейство окончательно потерпело фиаско в попытках помешать планам перевооружения, поскольку перспектива будущего финансового кризиса пугала политиков и общество меньше, нежели неготовность к войне с Германией и Японией.

## Планы
«Сингапурская стратегия» нашла отражение в серии военных планов, разрабатывавшихся в течение двадцати межвоенных лет. Были разработаны планы как оборонительного, так и наступательного характера. Целью одних была победа над Японией, другие же стремились умерить её агрессивную политику.
В ноябре 1918 года австралийский морской министр сэр Джозеф Кук попросил адмирала Джеллико составить план военно-морской обороны Империи. В феврале 1919 года адмирал отправился на линейном крейсере «Нью-Зиленд» в инспекционное плавание по Империи. В августе того же года Джеллико представил парламенту Австралии отчёт о поездке. Секретный раздел отчёта содержал прогноз о неизбежном столкновении интересов Британии и Японии. Адмирал призвал создать британский Тихоокеанский флот, способный противостоять Императорскому флоту Японии. По мнению Джеллико, флот должен был иметь следующий состав: 8 линкоров, 8 линейных крейсеров, 4 авианосца, 10 крейсеров, 40 эсминцев, 36 подводных лодок и вспомогательные суда. Кроме того, для обслуживания такого флота требовалось иметь на Дальнем Востоке крупную верфь.
В октябре 1919 года Комитет обороны Империи рассмотрел документ, озаглавленный «Военно-морская ситуация на Дальнем Востоке». В нём военно-морской штаб докладывал, что Англо-японский союз может привести Великобританию к войне с США. В 1920 году Адмиралтейство выпустило меморандум с инструкциями на случай войны с Японией (англ. War Memorandum (Eastern)). В нём, в частности, отмечалось, что оборона Сингапура является крайне важной. Новая стратегия была представлена доминионам на Имперской конференции 1923 года.
Авторы меморандума полагали, что война с Японией пройдёт через три фазы: гарнизон Сингапура будет оборонять крепость до прибытия сильного флота из Метрополии, затем флот выдвинется к Гонконгу для его деблокирования или захвата. Во время третьей фазы флот начнёт блокаду Японии и принудит её завершить войну на условиях Великобритании.
Большинство планов затрагивали действия во время первой фазы, считавшейся наиболее важной. Для успешной обороны Сингапура требовалось возвести прочные оборонительные сооружения. Для осуществления второй фазы стратегии необходимо было иметь в Сингапуре крупную военно-морскую базу, способную принять флот и обеспечить его снабжение и ремонт. В то время как США оборудовали Пёрл-Харбор большим сухим доком в период с 1909 по 1919 год, Великобритания не имела на Тихом океане столь хорошо оснащённую базу — ближайшей была Мальта. В 1919 году Отдел планирования Адмиралтейства подготовил документ, содержащий анализ возможных мест для оборудования базы в Тихом океане на случай войны с Японией или США. Гонконг был сочтён слишком уязвимым, в то время как Сидней — безопасным, но слишком далёким от Японии. Наилучшим местом для создания базы был назван Сингапур.
Оценка времени, необходимого для прибытия флота из Метрополии в Сингапур в случае войны, многократно менялась. Следовало учесть время, необходимое для сбора флота, его оснащения, пополнения и подготовки к походу, а также сам поход в Сингапур. Поначалу штабные аналитики рассчитывали уложиться в 42 дня при условии заранее полученного предупреждения о возможности начала войны. В 1938 году оценка выросла до 70 дней и ещё 14 дней потребовалось бы для пополнения запасов продовольствия. В 1939 году срок увеличился до 90 дней (плюс 15 на пополнение продовольствия), и наконец, в сентябре 1939 года — до 180 дней.
На пути следования флота были устроены запасы нефтепродуктов: в Гибралтаре, на Мальте, в Порт-Саиде, Порт-Судане, Адене, Коломбо, Тринкомали, Рангуне, Сингапуре и Гонконге. Существовало важное ограничение: линейные корабли не могли пройти Суэцкий канал, будучи полностью загруженными, так что на выходе из канала они должны были дозаправиться. Нефтехранилища Сингапурской базы вмещали 1 270 000 тонн топлива. Кроме того, были созданы секретные базы на Камаране, атолле Адду и на острове Нанкаури. Согласно расчётам флот ежемесячно требовал 110 000 тонн топлива, для перевозки которого необходимо было иметь 60 танкеров. Топливо должно было поступать с нефтеперерабатывающих заводов Абадана и Рангуна, кроме того, планы предполагали закупку всей нефти, добываемой в Голландской Ост-Индии.
Третьей фазе уделили меньше всего внимания, однако штабные аналитики сочли, что Сингапур слишком далёк от Японии и не может служить хорошей базой для действий флота вблизи Японии. Более того, чем дальше флот от Сингапура, тем он уязвимей. В случае поддержки со стороны США удобной базой флота могла стать Манила. Идея высадки на Японские острова с перспективой воевать на суше была сочтена неразумной, однако штабисты не рассчитывали на то, что Япония даст решительное сражение на море. Таким образом, дело свелось бы к блокаде японцев. Британцы, исходя из собственного опыта заключили, что блокада самого сердца островной империи даст необходимый результат, и экономического давления будет достаточно.
Готовность Японии выдержать блокаду подверглась анализу. На основании данных Министерства торговли и рапортов военно-морского атташе в Токио штабные аналитики пришли к выводу, что на долю Британской империи приходится 27 % японского импорта. Большинство из этих импортируемых товаров в случае войны могли быть ввезены из Китая или США. Тем не менее, был выявлен ряд стратегически важных импортируемых товаров (металл, станки, химикаты, нефть, каучук и др.), источники которых находились преимущественно под британским контролем. Доступ Японии к судам нейтральных стран мог быть ограничен путём отказа в страховании тем из них, кто участвовал в торговле с Японией, равно как и фрахтованием судов для того, чтобы они не достались японским нанимателям.
Сложность осуществления ближней блокады заключалась в том, что корабли, патрулировавшие вблизи японских берегов, подвергались бы опасности со стороны подводных лодок и авиации. Альтернативой была блокада портов небольшими кораблями, однако прежде нужно было уничтожить японский флот, который едва ли позволил легко это сделать. В итоге было решено осуществлять дальнюю блокаду Японии, перехватывая суда в Ост-Индии и Панамском канале. В этих условиях торговля Японии с Китаем, Кореей и, вероятно, с США, не была бы нарушена, что вызывало сомнения в эффективности такой блокады.
Контр-адмирал сэр Герберт Ричмонд, командовавший Ост-Индской станцией, отметил подозрительную зацикленность логики:
- Мы должны принудить Японию к сдаче, отрезав её от снабжения.
- Мы не можем отрезать её от снабжения, не уничтожив прежде её флот.
- Мы не можем уничтожить её флот покуда он не выйдет на бой.
- Мы можем принудить японский флот к бою, отрезав Японию от снабжения[40].

План 1919 года предусматривал создание мобильного соединения (англ. Mobile Naval Base Defence Organisation; MNBDO), в задачу которого входили создание и оборона передовой базы флота. Соединение насчитывало 7000 человек и состояло из бригады ПВО, бригады береговой артиллерии и батальона пехоты — весь личный состав был набран из морских пехотинцев. На штабных учениях морская пехота без сопротивления захватила бухту Накагусуку на Окинаве и развернула там главную базу, с которой флот должен был осуществлять блокаду Японии. В 1920-е годы действия соединения отрабатывалась на практике во время учений на Средиземном море. Между тем, Королевская морская пехота не проявляла большого интереса к десантным операциям, что привело к застою. В начале 1930-х годов Адмиралтейство, обеспокоенное тем, что США и Япония далеко обогнали Великобританию в этом вопросе, призвало армию и ВВС создать Межведомственный учебно-исследовательский центр (англ. Inter-Service Training and Development Centre), который и был создан в июле 1938 года. В стенах центра началось изучение проблем, связанных с проведением десантных операций, в частности — конструирование десантных кораблей.
Десантные операции были не единственным делом, в котором Великобритания отставала от Японии и США в 1930-х годах. Ещё в 1920-х годах в Японию была направлена полуофициальная британская военная миссия, которую возглавлял полковник Семпилл. В задачу миссии входило помочь японскому флоту с созданием современной морской авиации. В то время Великобритания лидировала в этой области. Миссия Семпилла оказала японцам техническую и методологическую помощь: предоставила образцы современного оборудования и двигатели, показала как садиться на авианосец, как обучать лётчиков и т. д. В течение следующего десятилетия японцы превзошли своих британских учителей. Британский Королевский флот первым принял на вооружение авианосцы с бронированной полётной палубой: броня позволяла защитить палубу, однако корабль мог нести меньшее количество самолётов в сравнении с небронированным авианосцем того же водоизмещения. Кроме того, на флоте уверовали в силу корабельной ПВО, что привело к нежеланию развивать высокоскоростные палубные истребители. Ради повышения боевой ценности тех сравнительно небольших авиагрупп, что несли британские авианосцы, флот требовал от авиаконструкторов многоцелевые самолёты — так были созданы «Рок», «Фулмар», «Барракуда» и «Суордфиш», уступавшие японским машинам.
Штабисты предвидели возможность извлечения Японией выгоды от войны в Европе. В июне 1939 года Тяньцзиньский инцидент показал ещё один возможный вариант развития событий: Германия могла попытаться извлечь выгоду из войны на Дальнем Востоке. В случае возможной войны с Германией, Италией и Японией рассматривались два варианта действий. Согласно первому, Италию следовало как можно быстрее выбить из войны, после чего сосредоточить усилия на Германии и Японии. Бывший Первый морской лорд, сэр Реджинальд Дракс, был снова призван на службу в качестве советника для обсуждения стратегии, согласно которой в Сингапур предполагалось отправить быстроходную эскадру из четырёх-пяти линейных кораблей, авианосца, нескольких крейсеров и эсминцев. Такая эскадра была бы слишком слабой для борьбы со всем японским флотом, однако достаточно сильной для защиты британского судоходства в Индийском океане. Дракс считал, что небольшое быстроходное соединение будет лучше, нежели большое и тихоходное. По мере появления новых кораблей эта эскадра могла бы стать ядром полноценного боевого флота. Четфилд, в то время министр по координации обороны (англ. Minister for Coordination of Defence), считал, что такая слабая эскадра станет лёгкой добычей для японцев. Вместо этого, предложил он, следует на время вывести флот из Средиземного моря и отправить его в Сингапур.

## Создание базы
Местом для постройки военно-морской базы была выбрана северная оконечность Сингапура — Сембаванг. Британская колония Стрейтс Сетлментс подарила 1,151 гектара земли, а Гонконг в 1925 году пожертвовал на строительство 250 000 фунтов. В том же году Великобритания внесла 204 000 фунтов на строительство плавучего дока. 2 000 000 фунтов внесли Федерированные малайские государства, Новая Зеландия — 1 000 000 фунтов. Контракт на строительство получила фирма сэра Джона Джексона, запросившая наименьшую цену — 3 700 000 фунтов. Для выравнивания стройплощадки понадобилось переместить 4 600 000 м³ грунта, ещё 6 100 000 м³ ушло на засыпку болотистых участков. Для оснащения базы в Англии был построен плавучий док длиной 300 метров и шириной 400 — один из крупнейших в мире. Общая протяжённость глубоководных набережных базы составляла 1500 метров. В инфраструктуру базы входили склады, мастерские и госпитали.
В систему обороны базы входили пять 381-миллиметровых орудий, предназначенных для борьбы с линейными кораблями противника. Все они были взяты из запасов Королевского флота и частично оплачены из тех 500 000 фунтов, что были подарены султаном Джохора на серебряный юбилей коронации Георга V. Три орудия, установленные на Джохорской батарее в Чанги, могли вести огонь в секторе 360°, сектор стрельбы двух орудий батареи Буона Виста был ограничен. Для борьбы с кораблями меньших размеров предназначались орудия калибром 233,7 миллиметра. Противовоздушную и противодесантную оборону базы обеспечивали малокалиберные орудия, размещённые в фортах Силосо, Каннинг и Лабрадор.
Воздушное прикрытие базы должны были осуществлять 18 летающих лодок, 18 истребителей-разведчиков, 18 торпедоносцев и 18 одноместных истребителей. Королевскими ВВС были созданы авиабазы Тенгах и Сембаванг. Начальник штаба ВВС маршал авиации лорд Тренчерд заявил, что тридцатью торпедоносцами можно заменить все 381-миллиметровые орудия. Первый морской лорд адмирал флота лорд Битти не согласился с этим. После рассмотрения вопроса было решено установить 381-мм орудия, однако вернуться к этому вопросу в будущем, когда появятся более совершенные самолёты. Между тем, по результатам опытных стрельб 381- и 233,7-миллиметровых орудий, проведённых в Портсмуте и на Мальте в 1926 году, был сделан вывод, что для успешного поражения линкоров этим орудиям необходимы более совершенные снаряды.
14 февраля 1938 года состоялась официальная церемония открытия сухого дока. Над местом церемонии парадным строем пролетели две эскадрильи Воздушных сил флота. В празднестве приняли участие 42 корабля, в том числе три американских крейсера. Присутствие в районе такого числа кораблей позволило провести серию морских, воздушных и наземных учений. Во время учений авианосец «Игл» сумел незамеченным подойти к Сингапуру на расстояние 135 миль (217 километров), после чего произвёл несколько внезапных авианалётов на аэродромы Королевских ВВС. Случившееся весьма озадачило командующего ВВС на Дальнем Востоке вице-маршала авиации Артура Теддера. Не меньшее беспокойство проявил командующий сухопутными силами генерал-майор сэр Уильям Добби, разочарованный неудачной работой ПВО. Последовавшие затем рапорты рекомендовали установить на острове радиолокационную станцию, что было сделано лишь в 1941 году. Береговая оборона сработала лучше, однако десантная партия с крейсера «Норфолк» всё же сумела «захватить» отель «Раффлз». Наибольшее беспокойство Теддера и Добби вызывала возможность обхода флота японцами путём наземного вторжения из Таиланда на территорию Малайи. Добби провёл на юге Малайи учения, показавшие, что джунгли не настолько непроходимы для солдат, как это было принято считать. Комитет начальников штабов заключил, что японцы вероятнее всего высадятся на восточном побережье Малайи и будут наступать на Сингапур с севера.

## Австралия
Австралийское правительство Стенли Брюса, сформированное консервативной Националистической партией Австралии, всецело поддержало «Сингапурскую стратегию», полагаясь на мощь британского флота, который должна поддерживать как можно более сильная австралийская эскадра. Расходы на австралийские ВМС в 1923—1929 годах составили 20 000 000 фунтов, в то время как на армию и военную промышленность — только 10 000 000. Недавно созданным ВВС Австралии были выделены лишь 2 400 000 фунтов. Преимущество выбранной политики заключалось в том, что основные затраты на оборону Австралии оказались возложены на Великобританию. При этом Австралия, в отличие от Новой Зеландии, отказалась выделить деньги на строительство базы в Сингапуре.
Австралийская лейбористская партия, в 1920-е и 1930-е находившаяся в оппозиции, предложила альтернативную политику. Лейбористы считали, что защиту Австралии следует возложить на сильные ВВС и хорошо оснащённую и обученную армию, в случае угрозы вторжения способную значительно вырасти за короткое время. Это, в свою очередь, требовало иметь сильную оборонную промышленность. Политики цитировали критиков, в частности американского контр-адмирала Уильяма Фуллэма, считавшего корабли уязвимыми для авиации, морских мин и подводных лодок. Лейборист Альберт Грин отмечал в 1923 году, что современный линейный корабль стоит 7 000 000 фунтов, в то время как самолёт — 2500, и что это — хороший повод задуматься о правильном вложении денег, коль скоро самолёт может потопить линейный корабль. Позиция лейбористов по этому вопросу полностью совпадала с позицией армии.
В сентябре 1926 года подполковник Генри Винтер прочёл в Королевском Объединённом институте лекцию «Стратегические взаимоотношения флота, армии и ВВС: австралийский взгляд», позднее опубликованную в апрельском номере British Army Quarterly за 1927 год. Автор доказывал, что война на Тихом океане вероятнее всего начнётся в условиях, когда Британия будет втянута в войну в Европе, и что в этом случае Британия не сможет оказать необходимую поддержку Сингапуру. Винтер настаивал на том, что Сингапур уязвим для атак с суши и с воздуха, и что следует придерживаться более сбалансированной стратегии, заключающейся в усилении армии и ВВС, нежели только одних военно-морских сил. По словам официального австралийского историка Лайонела Вигмора, статья заставила ведущих австралийских военных усомниться в том, что Великобритания сможет выполнить своё обещание.
Министр обороны Австралии Фредерик Шедден опубликовал статью, в которой рассмотрел «Сингапурскую стратегию» как парадигму обороны Австралии. Шедден доказывал, что Австралия, будучи островным государством, уязвима для морской блокады. И если Австралию можно победить без сухопутного вторжения, ограничившись морской блокадой, то и оборонять её следует на море. С Шедденом не согласился его однокашник по Имперскому военному колледжу полковник Джон Лаварак, заявивший, что протяжённая береговая линия Австралии делает морскую блокаду чрезвычайно трудной, а богатая ресурсами территория способна выдержать экономическое давление.
После того как в 1933 году Герберт Ричмонд раскритиковал позицию лейбористов на страницах «British Army Quarterly», Лаварак выступил с резкой отповедью. В 1936 году лидер оппозиции Джон Кэртин прочёл статью Винтера в Палате представителей. Резкая критика Винтером «Сингапурской стратегии» стоила ему понижения в должности. 3 сентября 1939 года, вскоре после начала войны с Германией, премьер-министр Австралии Роберт Мензис сместил Винтера с поста начальника Генерального штаба и назначил на его место британского генерал-лейтенанта Эрнеста Сквайрса. Через несколько месяцев британским офицером был заменён и начальник Штаба ВВС.

## Вторая мировая война

### Ситуация до вступления Японии в войну
Вскоре после начала войны Мензис послал в Лондон Ричарда Кейзи, который должен был получить от правительства Великобритании заверения о надлежащей обороне Австралии в случае, если австралийские войска будут отправлены в Европу или на Ближний Восток. В ноябре 1939 года правительства Австралии и Новой Зеландии были заверены в том, что Сингапуру не позволят пасть, и что в случае войны с Японией приоритетным театром военных действий будет Дальний Восток, а не Средиземное море. В то время подобные обещания казались осуществимыми, поскольку германский флот был невелик, а Франция была союзницей Британской империи. 20 ноября Брюс и Кейзи встретились с британским Кабинетом министров. По итогам встречи австралийцы сочли, что, несмотря на прежние заверения, Королевский флот недостаточно силён для эффективных действий одновременно и в Европе, и на Средиземном море, и на Дальнем Востоке.
В 1940 году ситуация стала развиваться по самому худшему сценарию. В июне в войну вступила Италия, а Франция была вскоре повержена. Комитет начальников штабов докладывал:

Безопасность имперских интересов на Дальнем Востоке всецело зависит от нашей способности контролировать морские коммуникации в юго-западной части Тихого океана, для чего необходимо иметь в Сингапуре сильный флот. Несмотря на нашу прошлую уверенность в решении этого вопроса, стратегическая ситуация существенно изменилась после поражения Франции. Результатом стало нарушение баланса морских сил в домашних водах. Ранее мы планировали вывести флот со Средиземного моря и перевести его на Дальний Восток, полагаясь на французский флот в западном Средиземноморье, который должен был противодействовать итальянскому флоту. Если мы теперь переведём флот со Средиземного моря на Дальний Восток, то нечем будет сдержать итальянский флот, который получит возможность действовать в Атлантике или же усилит германский флот, базируясь в портах северо-запада Франции. Следовательно, мы должны иметь в европейских водах флот, достаточно сильный для контроля итальянского и немецкого флотов, что нельзя осуществить, отправив корабли на Дальний Восток. В то же время стратегическое значение Дальнего Востока как для безопасности империи, так и для победы над врагом ещё более увеличилось.
Оригинальный текст (англ.)The security of our imperial interests in the Far East lies ultimately in our ability to control sea communications in the south-western Pacific, for which purpose adequate fleet must be based at Singapore. Since our previous assurances in this respect, however, the whole strategic situation has been radically altered by the French defeat. The result of this has been to alter the whole of the balance of naval strength in home waters. Formerly we were prepared to abandon the Eastern Mediterranean and dispatch a fleet to the Far East, relying on the French fleet in the Western Mediterranean to contain the Italian fleet. Now if we move the Mediterranean fleet to the Far East there is nothing to contain the Italian fleet, which will be free to operate in the Atlantic or reinforce the German fleet in home waters, using bases in north-west France. We must therefore retain in European waters sufficient naval forces to watch both the German and Italian fleets, and we cannot do this and send a fleet to the Far East. In the meantime the strategic importance to us of the Far East both for Empire security and to enable us to defeat the enemy by control of essential commodities at the source has been increased.

В сложившейся ситуации Великобритании оставалось надеяться на помощь США. В ходе секретных переговоров в Вашингтоне в июне 1939 года начальник штаба ВМС США адмирал Уильям Лехи поднял вопрос о возможности отправки американского флота в Сингапур. В апреле 1940 года американский военно-морской атташе в Лондоне Алан Кирк спросил британского вице-адмирала Томаса Филлипса о том, будут ли американцам предоставлены портовые сооружения Сингапура в случае, если туда придёт американский флот. Британский вице-адмирал заверил Кирка в том, что будут отданы все необходимые распоряжения. Надежды на американскую помощь потерпели крах в феврале 1941 года во время тайной встречи начальников штабов в Вашингтоне. ВМС США были сосредоточены главным образом на Атлантическом побережье. Американские адмиралы предложили вывести британский флот из Атлантики и Средиземного моря и отправить его на Дальний Восток.
В июле 1941 года японцы заняли бухту Камрань, которую британцы планировали использовать в качестве промежуточной базы для флота. В результате японцы оказались в опасной близости от Сингапура. В августе 1941 года, когда дипломатические отношения с Японией заметно ухудшились, Адмиралтейство и Комитет начальников штабов вернулись к вопросу об отправке кораблей в Сингапур. Комитет рекомендовал перевести со Средиземного моря линкор «Барэм» и четыре линейных корабля типа «Ривендж», проходившие ремонт и модернизацию на верфях США и Англии, однако 25 ноября 1941 года «Барэм» был потоплен немецкой подводной лодкой в Средиземном море. 18 декабря 1941 года в гавани Александрии итальянскими боевыми пловцами были серьёзно повреждены линкоры «Куин Элизабет» и «Вэлиант». В условиях, когда Адмиралтейство не располагало свободными крейсерами и эсминцами, было решено отправить вместо них старый авианосец «Игл».
Уинстон Черчилль, к тому времени занявший пост премьер-министра, полагал, что небольшая эскадра сможет отвлечь крупные силы японского флота подобно тому, как немецкий линкор «Тирпиц» отвлекает значительные силы Королевского флота. Министерство иностранных дел выразило мнение, что присутствие в Сингапуре современных линейных кораблей может удержать Японию от вступления в войну. Таким образом, в октябре 1941 года Адмиралтейство направило в Сингапур новейший линейный корабль «Принс оф Уэлс». В Сингапуре к нему должны были присоединиться линейный крейсер «Рипалс» и авианосец «Индомитэбл», однако последний 3 ноября сел на мель у берегов Ямайки, а другими свободными авианосцами флот не располагал.
В августе 1940 года Комитет начальников штабов доложил, что для удержания Малайи и Сингапура в условиях отсутствия флота потребуются 336 самолётов первой линии и гарнизон численностью девять бригад. Чуть позже Черчилль известил премьер-министров Австралии и Новой Зеландии о том, что в случае нападения на доминионы их оборона будет иметь второй приоритет после обороны Британских островов. В октябре 1940 года в Сингапуре была созвана конференция по вопросам обороны, в которой приняли участие представители флота, ВМС и армии. Австралийские интересы представляли трое старших офицеров австралийских ВМС, ВВС и армии. В течение десяти дней собравшиеся обсуждали обстановку на Дальнем Востоке. По оценке участников конференции для обороны Бирмы и Малайи требовалось не менее 582 самолётов. По состоянию на 7 декабря 1941 года ВВС имели в Малайе и Сингапуре лишь 164 самолёта первой линии, причём все истребители — устаревшие «Буффало». Не лучше обстояло дело и с сухопутными войсками: при полном отсутствии танков имелся лишь 31 пехотный батальон из требовавшихся 48. Тем не менее, в течение 1941 года Великобритания отправила 676 самолётов и 446 танков в Советский Союз. Помимо нехватки техники многие подразделения испытывали недостаток обученных людей.
Японцы знали о состоянии обороны Сингапура, полагаясь на данные своей агентурной сети и на рапорт Комитета начальников штабов от августа 1940 года, захваченный 11 ноября 1940 года немецким рейдером «Атлантис» на борту парохода «Аутомедон». Рапорт, содержавший подробные сведения о состоянии обороны Сингапура, был передан японцам для изучения.

### Захват Малайи японцами. Падение Сингапура
8 декабря 1941 года японцы оккупировали Шанхайский международный сеттльмент. Несколько часов спустя японские части высадились в Кота-Бару на северо-восточном побережье Малайского полуострова. Час спустя японская палубная авиация атаковала американскую военно-морскую базу Пёрл-Харбор.
Высадка в Кота-Бару служила для захвата аэродромов и отвлечения внимания. Главные силы японцев высадились на Сиамском перешейке полуострова, примерно в 500 милях к северу от Сингапура. Оттуда японцы устремились на юг, двигаясь вдоль западного побережья, обходя с флангов оборонительные рубежи, на которых их пытались остановить английские части.
10 декабря японская авиация потопила линейный крейсер «Рипалс» и линкор «Принс оф Уэлс», отправленные для перехвата японских сил вторжения.
В конце января 1942 года английские войска после шестинедельного отступления были вынуждены оставить материк и перейти на остров Сингапур. В ночь на 8 февраля японские части начали штурм острова. Японцы высадились во многих местах и мелкими группами просочились через боевые порядки защитников острова на широком фронте. 15 февраля Сингапур капитулировал.

## Последствия

### Политические последствия
Уинстон Черчилль назвал сдачу Сингапура «худшей катастрофой и крупнейшей капитуляцией в британской истории». Капитуляция нанесла тяжёлый удар по престижу и морали Британской империи. Обещанный флот не был послан, а крепость, считавшаяся неприступной, быстро пала. Потери составили 139 000 человек, из которых 130 000 попали в японский плен. 38 000 составляли британцы (большая их часть — из состава 18-й пехотной дивизии, отправленной в Малайю в январе 1942 года). Ещё 18 000 — австралийцы (включая личный состав австралийской 8-й пехотной дивизии). В списке потерь значились 14 000 солдат, набранных среди местного населения, однако наибольшие потери — 67 000 — пришлись на долю войск, набранных в Британской Индии. Впоследствии около 40 000 индийских военнопленных вступили в Индийскую национальную армию, сформированную японцами.
Отставной контр-адмирал сэр Герберт Ричмонд, некогда командовавший Ост-Индской станцией, в 1942 году писал в The Fortnightly Review, что потеря Сингапура показала всю глупость пренебрежения господством на море в обстановке возможной войны на два океана. Ричмонд утверждал, что «Сингапурская стратегия» была совершенно нереалистичной. В частных беседах он проклинал политиков, допустивших упадок британского морского могущества. Ресурсы, выделенные для обороны Малайи, были недостаточны для удержания Сингапура, а способы их расходования часто были расточительными, неэффективными и нерезультативными.
Сингапурская катастрофа имела как политические, так и военные последствия. На слушаниях в Парламенте Черчилль предложил расследовать катастрофу после окончания войны. В 1946 году его речь была опубликована, после чего правительство Австралии запросило правительство Великобритании о том, намерены ли британцы начать расследование. Объединённое управление планирования рассмотрело запрос и рекомендовало не начинать расследование, поскольку для его осуществления требовалось изучить не только непосредственно саму сдачу, но и множество политических, дипломатических и военных аспектов «Сингапурской стратегии» за многие годы. Премьер-министр Клемент Эттли принял совет военных и расследование так и не было начато.
Австралийцы и новозеландцы чувствовали себя обманутыми. Политические последствия случившегося давали знать о себе спустя десятилетия. В 1992 году в речи в австралийской Палате представителей премьер-министр Пол Китинг сказал:

Мне заявили, будто в школе я не научился уважению. Скажу так: я научился уважать себя и свою страну — безо всякого подобострастия к той стране, которая решила не защищать Малайский полуостров, которая бросила Сингапур и не вернула нам наши собственные войска тогда, когда они были нужны для борьбы с японской угрозой. Та самая страна, с которой вы крепко связали себя. И если даже она покинет вас и вступит в ЕЭС — вы по-прежнему будете желать Орден Британской империи, рыцарство и прочие её регалии.
Оригинальный текст (англ.)I was told that I did not learn respect at school. I learned one thing: I learned about self-respect and self-regard for Australia—not about some cultural cringe to a country which decided not to defend the Malayan peninsula, not to worry about Singapore and not to give us our troops back to keep ourselves free from Japanese domination. This was the country that you people wedded yourself to, and even as it walked out on you and joined the Common Market, you were still looking for your MBEs and your knighthoods, and all the rest of the regalia that comes with it.

В 1944 году Великобритания всё же собрала и отправила против Японии Тихоокеанский флот, который затем действовал совместно с Тихоокеанским флотом США. Прочные отношения, возникшие между Великобританией и США перед войной с Японией, впоследствии переросли в союз, что стало наиболее положительным результатом и наследием «Сингапурской стратегии».
В ходе боёв за Сингапур военно-морской базе был нанесён незначительный ущерб и после захвата города она стала важнейшей японской военно-морской базой за пределами собственно Японии. Пять 381-миллиметровых орудий перед сдачей были подорваны британцами и четыре из них японцы признали непригодными для ремонта, после чего отправили на слом. Британцы затопили плавучий док, однако он был поднят японцами. В феврале 1945 года док, находившийся в ремонте, был повреждён во время налёта американских «суперкрепостей». В 1946 году док отбуксировали в море и затопили.
Королевский флот вновь занял военно-морскую базу в 1945 году.

### Операция «Мастодонт»
В 1958 году «Сингапурская стратегия» возродилась в виде операции «Мастодонт» — плана переброски в Сингапур британских стратегических бомбардировщиков с ядерным оружием в рамках британского вклада в совместную оборону региона странами-участницами SEATO. И снова планам мешали логистические проблемы. Бомбардировщикам не хватало дальности для беспосадочного перелёта в Сингапур, поэтому Королевским ВВС пришлось построить транзитный аэродром на Мальдивских островах. Взлётно-посадочная полоса сингапурской авиабазы Тенгах оказалась слишком короткой для стратегических бомбардировщиков, что вынудило Королевские ВВС временно разместить самолёты на авиабазе Баттерворт в Малайзии. Не согласованное с местными властями размещение бомбардировщиков и запаса ядерных бомб вскоре привело к политическим осложнениям.
«Мастодонт» предусматривал размещение в Баттерворте двух эскадрилий по восемь Handley Page Victor и одной эскадрильи из восьми Avro Vulcan. В 1958 году британский ядерный арсенал насчитывал 53 бомбы, большинство из которых составляли старые Blue Danube. По плану на авиабазе Тенгах должны были храниться 48 бомб новейшего типа Red Beard, что позволило бы вооружить каждый самолёт двумя бомбами. В период с 1962 по 1970 год на авиабазе Тенгах в хорошо охраняемом арсенале были тайно складированы около 48 бомб.
В 1960 году Королевский флот отправил на Дальний Восток авианосец «Викториес», оснащённый самолётами «Скимитэр», способными нести бомбы типа Red Beard. Авианосец был отправлен из опасения, что имеющихся на берегу стратегических бомбардировщиков может оказаться недостаточно в случае начала войны, особенно после того, как в 1964 году Китай создал собственное ядерное оружие.
После обострения в 1963 году индонезийско-малайзийских отношений Бомбардировочное командование направило на Дальний восток несколько звеньев «викторов» и «вулканов». В течение трёх лет четыре стратегических бомбардировщика находились на постоянном дежурстве, при этом эскадрильи, базировавшиеся на Соединённое Королевство, регулярно меняли звенья, служившие на Дальнем Востоке.
В 1965 году Сингапур вышел из состава Малайзии и стал независимым государством. Постепенно обстановка в Сингапуре стабилизировалась и в 1966 году Великобритания вывела оттуда последние стратегические бомбардировщики. В следующем году британское правительство заявило о намерении вывести все войска, находившиеся «восточнее Суэца». 8 декабря 1968 года Сингапурская военно-морская база была передана правительству Сингапура. Крупная верфь, находившаяся на территории базы, послужила основой для развития успешной судостроительной промышленности города-государства.

### Книги
На русском языке
- Лиддел Гарт Б. Г. Вторая мировая война / Пер. с англ. В. В. Борисова, П. Н. Видуэцкого и Е.Л. Цылёва. — М. : АСТ ; СПб. : Terra Fantastica, 1999. — 944 с. — (Военно-историческая библиотека). — 10 100 экз. — ISBN 5-237-03175-7. — ISBN 5-7921-0260-0.
- Роскилл, С. У. Флаг Святого Георгия. Английский флот во Второй мировой войне = The War At Sea, 1939-1945 / Пер. с англ. А. Г. Больных. — М.: ООО «Издательство ACT», 2000. — 560 с. — (Военно-историческая библиотека). — 5000 экз. — ISBN 5-237-05177-4.

На английском языке
- Bell, C. M. The Royal Navy, Seapower and Strategy between the Wars. — Stanford, California: Stanford University Press, 2000. — ISBN 0-8047-3978-1.
- Cate, J. L. The Twentieth Air Force and Matterhorn // Volume Five. The Pacific: Matterhorn to Nagasaki June 1944 to August 1945 / Craven, Wesley Frank and Cate, James Lea. — Chicago and London: The University of Chicago Press, 1953. — (The Army Air Forces in World War II).
- Churchill, W. The Hinge of Fate. — Boston, Massachusetts: Houghton Mifflin, 1950. — ISBN 0-395-41058-4.
- Day, D. The Great Betrayal: Britain, Australia and the Onset of the Pacific War, 1939–42. — New York: Norton, 1988. — ISBN 0-393-02685-X.}
- Dennis, P. A Great Betrayal?: The Fall of Singapore Revisited. — Singapore: Marshall Cavendish Editions, 2010. — P. 20–31. — ISBN 978-981-4276-26-9.
- Edwards, P. A Nation at War: Australian Politics, Society and Diplomacy During the Vietnam War 1965–1975. — Allen and Unwin, 1997. — ISBN 1-86448-282-6.
- Farrell, B. P. Introduction // A Great Betrayal?: The Fall of Singapore Revisited. — Singapore: Marshall Cavendish Editions, 2010. — ISBN 978-981-4276-26-9.
- Ferris, J. R. Student and Master: The United Kingdom, Japan, Airpower and the Fall of Singapore // A Great Betrayal?: The Fall of Singapore Revisited. — Singapore: Marshall Cavendish Editions, 2010. — P. 74–97. — ISBN 978-981-4276-26-9.
- Field, A. Royal Navy Strategy in the Far East 1919–1939: Preparing for the War against Japan. — London: Frank Cass, 2004. — (Cass Series – Naval Policy and History). — ISBN 0-7146-5321-7.
- Gill, G. H. Royal Australian Navy 1939–1942. — Canberra: Australian War Memorial, 1957. — (Australia in the War of 1939–1945). — ISBN 0-00-217479-0.
- Gillison, D. Royal Australian Air Force 1939–1942. — Canberra: Australian War Memorial, 1962. — (Australia in the War of 1939–1945).
- Hack, K. Did Singapore Have to Fall? Churchill and the Impregnable Fortress. — London: Routledge, 2003. — ISBN 0-415-30803-8.
- Kennedy, G. Symbol of Imperial Defence // A Great Betrayal?: The Fall of Singapore Revisited. — Singapore: Marshall Cavendish Editions, 2010. — ISBN 978-981-4276-26-9.
- Long, G. To Benghazi. — Canberra: Australian War Memorial, 1952. — (Australia in the War of 1939–1945).
- McGibbon, I. C. Blue-Water Rationale: The Naval Defence of New Zealand, 1914–1942. — Wellington: Government Printer, 1981. — ISBN 0-477-01072-5.
- McIntyre, W. D. The Rise and Fall of the Singapore Naval Base, 1919–1942. — London: MacMillan Press, 1979. — (Cambridge Commonwealth Series). — ISBN 0-333-24867-8.
- Millett, A. R. Assault from the Sea-The Development Of Amphibious Warfare between the Wars : the American, British and Japanese Experiences // Military Innovation in the Interwar Period. — Cambridge: Cambridge University Press, 1996. — P. 50–95. — ISBN 0-521-55241-9.
- Murfett, M. M. An Enduring Theme: The Singapore Strategy // A Great Betrayal?: The Fall of Singapore Revisited. — Singapore: Marshall Cavendish Editions, 2010. — ISBN 978-981-4276-26-9.
- Roskill, S. W. The War at Sea: Volume I: the Defensive. — London: Her Majesty's Stationery Office, 1954. — (History of the Second World War).
- Till, G. Adopting the Carrier Aircraft : the British, American and Japanese Case Studies // Military Innovation in the Interwar Period. — Cambridge: Cambridge University Press, 1996. — P. 191–226. — ISBN 0-521-55241-9.
- Wigmore, L. The Japanese Thrust. — Canberra: Australian War Memorial, 1957. — (Australia in the War of 1939–1945).
- Wynn, H. RAF Nuclear Deterrent Forces. — London: The Stationery Office, 1994. — ISBN 0-11-772833-0.

### Статьи
- Bell, C. M. The Singapore Strategy and the Deterrence of Japan: Winston Churchill, the Admiralty and the Dispatch of Force Z // The English Historical Review. — Oxford University Press, 2001. — Т. 116, № 467. — P. 604–634. — ISSN 0013-8266. — doi:10.1093/ehr/116.467.604.
- Brebner, J. B. Canada, The Anglo-Japanese Alliance and the Washington Conference // Political Science Quarterly. — The Academy of Political Science, 1935. — Март (т. 50, № 1). — P. 45–58. — ISSN 0032-3195. — doi:10.2307/2143412.
- Callahan, R. The Illusion of Security: Singapore 1919–42 // Journal of Contemporary History. — Sage Publications, Ltd, 1974. — Т. 9, № 2. — ISSN 0022-0094. — doi:10.1177/002200947400900203.
- Jones, M. Up the Garden Path? Britain's Nuclear History in the Far East, 1954–1962 // The International History Review. — Routledge, 2003. — Т. 25, № 2. — P. 306–333. — ISSN 0707-5332. — doi:10.1080/07075332.2003.9640998.
- Paterson, R. The Fall of Fortress Singapore: Churchill's Role and the Conflicting Interpretations // Sophia International Review. — Sophia University, 2008. — Т. 30. — ISSN 0288-4607.
- Tate, M.; Foy, F. More Light on the Abrogation of the Anglo-Japanese Alliance // Political Science Quarterly. — The Academy of Political Science, 1959. — Т. 74, № 4. — P. 532–554. — ISSN 0032-3195. — doi:10.2307/2146422.
- Tom, Rhodes (31 декабря 2000). Britain Kept Secret Nuclear Weapons In Singapore & Cyprus. The Sunday Times. United Kingdom: News International. Архивировано 10 июня 2001. Дата обращения: 15 сентября 2012.
- Urges Navy Second to None: Admiral Dewey and Associates Say Our Fleet Should Equal the Most Powerful in the World (англ.) (PDF). New York Times (22 декабря 1915). Дата обращения: 1 июля 2013. Архивировано 3 июля 2013 года.